# Maria Anna von Österreich-Teschen
Maria Anna Isabelle Epiphanie Eugenie Gabrielle von Österreich-Teschen (* 6. Januar 1882 in Linz, Österreich-Ungarn; † 25. Februar 1940 in Lausanne, Schweiz) war Erzherzogin von Österreich-Teschen

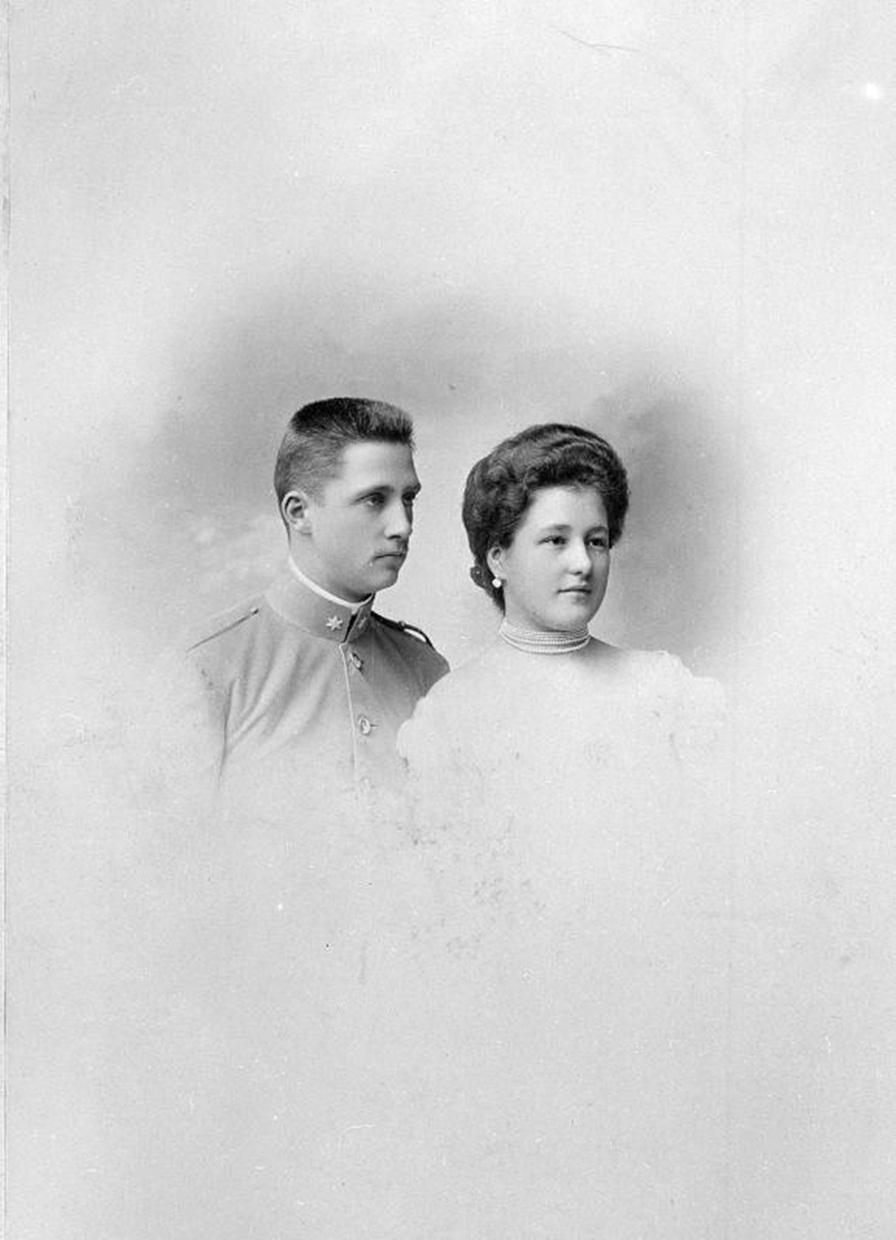
Erzherzogin Maria Anna von Österreich-Teschen mit Ehemann Elias von Bourbon-Parma im Jahre 1903

## Leben
Maria Anna war die zweite Tochter des Erzherzogs Friedrich von Österreich-Teschen und Isabella von Croÿ-Dülmen. Das Ehepaar hatte zwischen 1879 und 1897 insgesamt acht Töchter, bevor 1897 der Sohn Albrecht geboren wurde.
Die Familie lebte bis 1905 überwiegend im Palais Grassalkovich in Preßburg, die Sommer verbrachten sie meist auf einem ihrer zahlreichen Güter.
Erzherzogin Maria Anna heiratete am 25. Mai 1903 in Wien Prinz Elias von Bourbon-Parma, der 1907 Chef des Hauses Bourbon-Parma wurde. Die Trauung wurde in der Hofburgkirche zu Wien in Anwesenheit von Kaiser Franz Joseph I. und des gesamten Hofes vom Fürsterzbischof von Wien Anton Josef Kardinal Gruscha vollzogen. Dieser Halbbruder der späteren Kaiserin Zita war k.u.k. Oberst im Generalstab bis 1918 – im Gegensatz zu Zitas Brüdern Sixtus und Franz Xavier, die in der belgischen Armee kämpften. Die politischen und persönlichen Konflikte der Geschwister wirkten sich auch auf das Verhältnis zwischen dem späteren Kaiser Karl und der Familie des Erzherzogs Friedrich sehr negativ aus.
Nach dem Zusammenbruch der Donaumonarchie verlor Vater Friedrich aufgrund der Habsburgergesetze von 1919 alle Güter außerhalb des Nachkriegsungarns und des Burgenlandes (besonders das Gut in Teschen bedeutete einen herben Verlust). Diese Gesetze bezogen sich nicht nur auf die Angehörigen des Hauses Habsburg-Lothringen, sondern auch auf alle Nebenlinien der Habsburger. Die Eltern, sowie ein Teil der Geschwister ging nach Ungarisch-Altenburg (heute Mosonmagyaróvár) auf eines der ihnen verbliebenen Güter.
Da die Familie der Bourbon-Parmas – zu der Maria Anna nach ihrer Heirat gehörte – nicht unter die Habsburgergesetze fiel, wurde diese nicht enteignet und durfte ihre Besitztümer in Österreich behalten, wo sie nach dem Krieg überwiegend lebten. Maria Anna starb im Alter von 58 Jahren am 25. Februar 1940 in Lausanne. Ihre sterblichen Überreste wurden nach Niederösterreich überführt und auf dem Familiengut in Mönichkirchen bestattet.

## Das Erbe des Herzogtums Parma und Familienzwist
Als Maria Annas Schwiegervater Robert I. im Jahre 1907 starb, wurde sein ältester Sohn Enrico (1873–1939) als Erbe eingesetzt. Da jedoch Enrico geistig behindert war, wurde Maria Annas Ehemann, Elias von Bourbon-Parma durch ein österreichisches Gericht als gesetzlicher Vormund für Enrico und seiner fünf behinderten Geschwister eingesetzt.
1910 entschlossen sich die in zwei Gruppen geteilten Geschwister das Erbe zu je 50 % zu teilen. Mit dem Ergebnis der Teilung schienen jedoch nicht alle Geschwister einverstanden zu sein. Vor allem Sixtus und Franz Xaver wollten einen größeren Anteil an dem herzoglichen Vermögen und deshalb verklagten sie ihren Bruder Elias vor Gericht.
Die Situation spitzte sich nach Ausbruch des Ersten Weltkrieges weiter zu. Während Elias und seine Brüder Felix und Renè (1894-1962) in der österreichischen k.u.k. Armee dienten (Dreibund), traten die Brüder Sixtus und Franz Xaver in die Dienste der belgischen Armee die der Entente angehörte. Somit kämpften die Brüder in zwei miteinander verfeindeten Armeen. 1915 wurde vom französischen Staat das sich im Besitze Elias befindende Schloss Chambord verstaatlicht, da dieser in der feindlichen Armee diente. Nach dem Tode des Thronfolgers Franz Ferdinand und der Thronbesteigung Kaiser Karls I. und seiner Ehefrau Zita spitzte sich die Situation zwischen den beiden Familien weiterhin zu. Auf Betreiben Zitas wurde Maria Annas Vater, Friedrich von Österreich-Teschen gleich nach der Krönung und Machtübernahme Kaiser Karls als Oberbefehlshaber der k.u.k. Armee entlassen.
Selbst nach dem Ersten Weltkrieg konnten die Familienstreitigkeiten nicht beigelegt werden. Der von Sixtus und Franz Xaver angestrebte Erbprozess wurde vor einem französischen Gericht wieder aufgenommen, der erst 1932 mit der Zurückweisung der Forderungen der Kläger beendet wurde.

## Nachkommen
Der Ehe mit Elias von Bourbon-Parma entsprossen acht Kinder, die in Österreich aufwuchsen:
- Elisabeth Maria Anna Pia Luisa (* 17. März 1904; † 13. Juni 1983)
- Karl Ludwig Friedrich Anton Robert Elias Maria (* 22. September 1905; † 26. September 1912)
- Maria Franziska Josepha Raniera Enrichetta Pia Luisa (* 5. September 1906; † 20. Februar 1994)
- Robert Rainer Alexis Ludwig Erich Deodato Elias Pio Maria (* 7. August 1909; † 25. November 1974), als Titularherzog von Parma Robert II.
- Franz Alfons Gabriel Ludwig Erich Robert Pio Karl Elias Maria (* 14. Juni 1913; † 14. Juni 1959)
- Johanna Isabella Alfonsina Pia Luisa Maria (* 8. Juli 1916; † 1. November 1949)
- Alicia Maria Teresa Francesca Luisa Pia Anna Valeria (* 13. November 1917; † 28. März 2017 in Madrid) ⚭ 1936 in Wien Prinz Alfons von Bourbon-Sizilien (1901–1964), Herzog von Kalabrien und Infant von Spanien (3 Kinder)
- Maria Christina Albertina Enrichetta Luisa Pia Carlotta (* 7. Juni 1925; † 2009)

Mit Ausnahme von Alicia Maria Teresa blieben alle Nachkommen unverheiratet.